# 배쪽신경다발

곤충의 해부 구조, 청록색의 뇌(#5)와 진한 파란색의 복부 신경삭(#19).

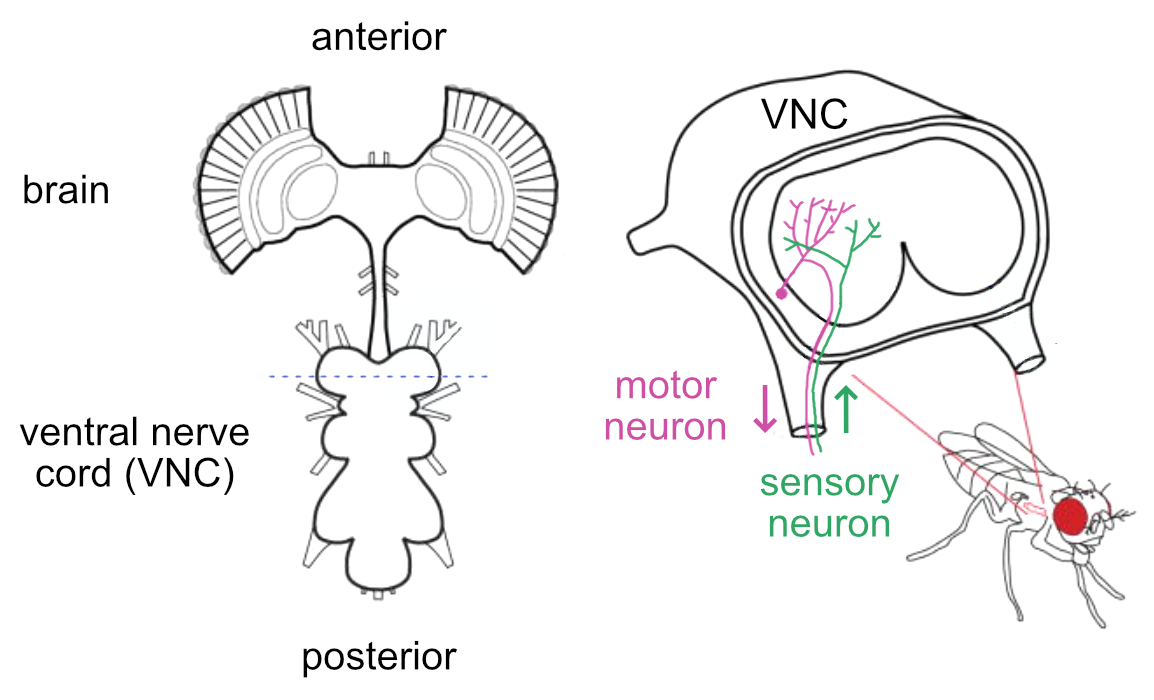
왼쪽은 뇌와 배쪽신경다발을 포함한 초파리 중추 신경계의 개략도이다. 오른쪽은 감각 입력과 운동 출력을 보여주는 복부 신경삭의 단면이다. 허가를 받아 수정되었다.

배쪽신경다발(ventral nerve cord) 또는 복신경삭은 무척추 동물 중추 신경계의 주요 구조이다. 이는 척추동물의 척수와 기능적으로 동일하다.

## 같이 보기
- 등쪽신경다발(배신경삭)
- 신경다발